# Elezioni europee del 1999 in Spagna
Le elezioni europee del 1999 in Spagna si sono tenute il 13 giugno.

## Risultati
| Liste          | Liste | Gruppo             | Voti       | %     | Seggi   |
| -------------- | --- | ------------------ | ---------- | ----- | ------- |
|                | Partito Popolare | PPE-DE             | 8.410.993  | 39,74 | 27      |
|                | Partito Socialista Operaio Spagnolo | PSE                | 7.477.823  | 35,33 | 24      |
|                | Sinistra Unita | GUE/NGL            | 1.221.566  | 5,77  | 4       |
|                | Convergenza e Unione • Convergenza Democratica di Catalogna • Unione Democratica di Catalogna • Blocco Nazionalista Valenciano                        | - ELDR PPE-DE -    | 937.687    | 4,43  | 3 2 1 - |
|                | Coalizione Europea • Partito Andalusista • Coalizione Canaria • Partito Aragonese • Unione Valenciana                                                 | - Verdi/ALE ELDR - | 677.094    | 3,20  | 2 1 -   |
|                | Coalizione Nazionalista - Europa dei Popoli • Partito Nazionalista Basco • Eusko Alkartasuna • Sinistra Repubblicana di Catalogna • Unione Maiorchina | - Verdi/ALE -      | 613.968    | 2,90  | 2 1 -   |
|                | Blocco Nazionalista Galiziano | Verdi/ALE          | 349.079    | 1,65  | 1       |
|                | Euskal Herritarrok (Herri Batasuna) | NI                 | 306.923    | 1,45  | 1       |
|                | I Verdi - Sinistre dei Popoli (ICV - CHA - EdeG - IA)                                                                                                 | -                  | 300.874    | 1,42  | -       |
|                | I Verdi - Gruppo Verde | -                  | 138.835    | 0,66  | -       |
|                | Unione Centrista (Centro Democratico e Sociale) | -                  | 38.911     | 0,18  | -       |
|                | Unión del Pueblo Leonés | -                  | 33.604     | 0,16  | -       |
|                | Confederazione delle Organizzazioni Femministe | -                  | 28.901     | 0,14  | -       |
|                | Partito Comunista dei Popoli di Spagna | -                  | 26.189     | 0,12  | -       |
|                | Unione Rinnovatrice Asturiana | -                  | 22.400     | 0,11  | -       |
|                | Altri <0,10% | -                  | 223.834    | 1,06  | -       |
| Totale         | Totale | Totale             | 20.808.681 |       | 64      |
| Voti in bianco | Voti in bianco | Voti in bianco     | 357.583    | 1,69  | -       |
| Totale         | Totale | Totale             | 21.166.264 | 100   |         |